# Breitschnabelkolibri
Der Breitschnabelkolibri (Cynanthus latirostris) oder Blaukehl-Breitschnabelkolibri ist ein grünlicher Kolibri, der im Gegensatz zu vielen Verwandten sehr nördlich lebt.

## Merkmale
Den männlichen Breitschnabelkolibri kann man leicht an seiner kräftig grünen Ober- und Unterseite und den weißen Unterschwanzdecken erkennen, während das Weibchen eine eher mattgrüne Oberseite und weißgraue Unterseite hat. Der leicht gekrümmte Schnabel ist bis auf das schwarze Ende leuchtend rot. Der Schwanz ist leicht eingeschnitten. Die Steuerfedern sind sehr breit. Das Gewicht dieser Kolibris beträgt 7 bis 8 Gramm, die Länge etwa 8 bis 10 cm. Sie haben große, gute Augen. Der typische Ruf der Breitschnabelkolibris hört sich an wie ein scheltendes „jedit“, allerdings hat das Männchen zur Brutzeit noch einen eigenen Ruf, der etwa wie „zing“ klingt.

## Lebensweise
Der einzelgängerische, streitlustige und tagaktive Kolibri fällt nachts in den Torpor (Starrezustand) um Energie zu sparen. Sein Herzschlag verringert sich dabei von den normalen 1200 Schlägen pro Minute auf bis zu nur 20. Er liebt, im Gegensatz zu seinen meisten Verwandten, das offene Gelände und wird manchmal sogar in Canyons und Flusstälern angetroffen. Er verlässt seine Stammplätze nur sehr ungern, selbst wenn die Nahrung knapp wird.

## Balz und Brutbiologie
Während der Brutzeit, die von Januar bis August dauert, sammeln sich manchmal einige Männchen in Trupps, um Aufmerksamkeit zu erregen. Sobald sich ein Weibchen nähert, wird es von einem Männchen mit dem überschlagenden Balzflug angeworben. Nach der Paarung verlässt das Männchen sehr schnell das Weibchen, während dieses das napfförmige Nest aus kleinen Zweigen, Baumrindestreifen und Spinnennetzen webt. Dorthinein legt es meistens zwei weiße, längliche Eier, welche es etwa 16 Tage bebrütet. Sobald die nackten Jungvögel geschlüpft sind, muss die Mutter diese fast ununterbrochen mit Nahrung versorgen. 22 bis 24 Tage später sind die Jungen flügge und verlassen das Nest, können zu dieser Zeit aber noch nicht laufen. Pro Saison zieht ein Weibchen meistens drei, manchmal zwei Bruten hoch. Mit einem Lebensjahr sind die Jungen geschlechtsreif.

## Nahrung
Die Nahrung der Breitschnabelkolibris besteht aus Pollen, Blütennektar und Insekten. Pro Tag saugt ein Tier etwa aus 2.000 Blüten. Die proteinreichen Insekten werden meistens aus Spinnennetzen gestohlen oder im Flug gefangen.

## Verbreitung
Das Verbreitungsgebiet reicht von Arizona in den USA bis in das südliche Mexiko. Im Herbst ziehen die Vögel aus Norden nach Süden. Sie sind nicht bedroht, der Bestand ist relativ stabil.

## Unterarten

Verbreitungsgebiet des Breitschnabelkolibris

Von der Art sind bisher fünf Unterarten bekannt.
- Cynanthus latirostris magicus (Mulsant & Verreaux, J, 1872)[2] – Diese Subspezies kommt im Südwesten der USA, sowie den mexikanischen Bundesstaaten Sonora, Sinaloa und Nayarit vor.
- Cynanthus latirostris propinquus Moore, RT, 1939[3] – Diese Subspezies ist in Guanajuato in Zentralmexiko verbreitet.
- Cynanthus latirostris latirostris Swainson, 1827[4] – Die Nominatform ist von Tamaulipas über San Luis Potosi bis Veracruz verbreitet.
- Cynanthus latirostris toroi (Berlioz, 1937)[5] – Diese Unterart kommt in Colima und Michoacán im südlichen Zentralmexiko vor.
- Cynanthus latirostris lawrencei (Berlepsch, 1887)[6] – Diese Unterart kommt nur auf den Tres Marías Inseln vor.

## Etymologie und Forschungsgeschichte
William Swainson beschrieb den Breitschnabelkolibri unter dem heutigen Namen Cynanthus latirostris. Mit der neuen Art führte er auch die neue Gattung Cynanthus ein. Dieser Name ist ein griechisches Gebilde aus »κυανός kyanos« für »dunkelblau« und »ἄνθος anthos« für »Blüte«. Das Artepitheton »latirostris« ist ein lateinisches Gebilde aus »latus« für »breit« und »-rostris, rostrum« für »-schnäblig, Schnabel«. »Magicus« ist das lateinische Wort für »geheimnisvoll« bzw. leitet sich vom griechischen »magikos μαγικός« für »magisch« ab. Das lateinische »propinquus« bedeutet »nahe Verwandtschaft« und sollte eigentlich die Nähe zum Blaugesichtkolibri (Cynanthus doubledayi) beschreiben. »Toroi« ist dem mexikanischen Sammler und Zoologen Mario del Toro Avilés gewidmet. »Lawrencei« ist eine Ehrerbietung an George Newbold Lawrence (1806–1895).